# ریکاردو آیدا
ریکاردو آیدا (انگلیسی: Riccardo Idda؛ زادهٔ ۲۶ دسامبر ۱۹۸۸) بازیکن فوتبال اهل ایتالیا است.
از باشگاه‌هایی که در آن بازی کرده‌است می‌توان به باشگاه فوتبال کومو اشاره کرد.